# Bouzy
Bouzy és un municipi francès, situat al departament del Marne i a la regió del Gran Est. L'any 2007 tenia 956 habitants.

## Demografia

### Població
El 2007 la població de fet de Bouzy era de 956 persones. Hi havia 382 famílies, de les quals 88 eren unipersonals (36 homes vivint sols i 52 dones vivint soles), 137 parelles sense fills, 145 parelles amb fills i 12 famílies monoparentals amb fills.
La població ha evolucionat segons el següent gràfic:
Habitants censats

### Habitatges
El 2007 hi havia 428 habitatges, 383 eren l'habitatge principal de la família, 11 eren segones residències i 34 estaven desocupats. 413 eren cases i 14 eren apartaments. Dels 383 habitatges principals, 283 estaven ocupats pels seus propietaris, 92 estaven llogats i ocupats pels llogaters i 8 estaven cedits a títol gratuït; 11 tenien dues cambres, 46 en tenien tres, 110 en tenien quatre i 215 en tenien cinc o més. 312 habitatges disposaven pel capbaix d'una plaça de pàrquing. A 164 habitatges hi havia un automòbil i a 189 n'hi havia dos o més.

### Piràmide de població
La piràmide de població per edats i sexe el 2009 era:
| Homes | Edats   | Dones |
| ----- | ------- | ----- |
| 0     | 95 o +  | 0     |
| 4     | 90 a 94 | 0     |
| 4     | 85 a 89 | 8     |
| 4     | 80 a 84 | 4     |
| 0     | 75 a 79 | 12    |
| 32    | 70 a 74 | 32    |
| 28    | 65 a 69 | 28    |
| 8     | 60 a 64 | 20    |
| 28    | 55 a 59 | 20    |
| 56    | 50 a 54 | 32    |
| 16    | 45 a 49 | 40    |
| 52    | 40 a 44 | 52    |
| 44    | 35 a 39 | 32    |
| 20    | 30 a 34 | 32    |
| 36    | 25 a 29 | 40    |
| 28    | 20 a 24 | 36    |
| 40    | 15 a 19 | 28    |
| 8     | 10 a 14 | 24    |
| 52    | 5 a 9   | 48    |
| 24    | 0 a 4   | 24    |

## Economia
El 2007 la població en edat de treballar era de 612 persones, 486 eren actives i 126 eren inactives. De les 486 persones actives 465 estaven ocupades (244 homes i 221 dones) i 21 estaven aturades (7 homes i 14 dones). De les 126 persones inactives 49 estaven jubilades, 51 estaven estudiant i 26 estaven classificades com a «altres inactius».

### Ingressos
El 2009 a Bouzy hi havia 380 unitats fiscals que integraven 964 persones, la mediana anual d'ingressos fiscals per persona era de 22.205 €.

### Activitats econòmiques
Dels 56 establiments que hi havia el 2007, 9 eren d'empreses alimentàries, 1 d'una empresa de fabricació de material elèctric, 4 d'empreses de construcció, 14 d'empreses de comerç i reparació d'automòbils, 1 d'una empresa de transport, 4 d'empreses d'hostatgeria i restauració, 4 d'empreses financeres, 4 d'empreses immobiliàries, 4 d'empreses de serveis, 8 d'entitats de l'administració pública i 3 d'empreses classificades com a «altres activitats de serveis».
Dels 10 establiments de servei als particulars que hi havia el 2009, 1 era una oficina de correu, 1 una oficina bancària, 1 taller de reparació d'automòbils i de material agrícola, 1 paleta, 1 guixaire pintor, 1 fusteria, 1 lampisteria, 2 perruqueries i 1 saló de bellesa.
Dels 4 establiments comercials que hi havia el 2009, 1 era un hipermercat, 1 una botiga de menys de 120 m² i 2 drogueries.
L'any 2000 a Bouzy hi havia 144 explotacions agrícoles que ocupaven un total de 600 hectàrees.

## Equipaments sanitaris i escolars
L'únic equipament sanitari que hi havia el 2009 era una farmàcia.
El 2009 hi havia 1 escola maternal i 1 escola elemental.

## Poblacions més properes
El següent diagrama mostra les poblacions més properes.